# Gloria García del Carrizo
Gloria García del Carrizo San Millán (Valladolid, 1932-3 de abril de 2021) fue una investigadora y doctora de medicina española . 

## Trayectoria
Nació en Valladolid en 1932. Profesora e investigadora, se doctoró en Medicina por la Universidad Complutense de Madrid.
En 1957 investigó en el Archivo General de Simancas de Valladolid y en 1959 acudió al Archivo Histórico Nacional de Madrid para investigar sobre la Historia de la Facultad de Medicina de San Carlos de Madrid. 
En 1963 se doctoró con la tesis titulada Historia de la Facultad de Medicina de Madrid, 1843-1931, dirigida por Pedro Laín Entralgo.  García del Carriazo se convirtió de este modo en la primera catedrática de medicina en España. Impartió la asignatura de Historia de la Medicina en la Universidad Complutense de Madrid y en la Universidad de Valladolid, desde la Cátedra de Historia de la Ciencia. Ocupó el cargo de secretaria de la Sociedad Española de Escritores Médicos, hoy denominada Asociación Española de Médicos Escritores y Artistas.
Su producción científica quedó reflejada en diversos artículos sobre los hospitales españoles y extranjeros en la revista Todo hospital. Destaca su estudio sobre Trinidad Arroyo, que fue la primera licenciada en Medicina por la Universidad de Valladolid en 1895 y la primera mujer doctorada en España en oftalmología y otología: Dra. Trinidad Arroyo Villaverde: primera de nuestras colegiadas, publicado en 1991. También fue autora de otras monografías de interés científico.
Murió en Valladolid el 3 de abril de 2021, a los 89 años de edad.

## Obra
- 1981 - Obras de interés médico y científico en las bibliotecas universitarias y de Santa Cruz de Valladolid (hasta 1877).
- 1994 - Repertorio bibliográfico médico y científico en las bibliotecas de los Colegios de San Albano y San José de Valladolid.

## Reconocimientos
En 2020, fue incluida dentro del proyecto “Mujeres Investigadoras en los Archivos Estatales (1900-1970)” para la descripción archivística y creación de un micrositio específico en el Portal de Archivos Españoles (PARES), desarrollado entre 2020-2023. Este proyecto ha sido impulsado por la Subdirección General de Archivos Estatales, con el objetivo visibilizar la labor de investigación realizada en España por las mujeres en el intervalo 1900-1970 partiendo de los registros documentales que se conservan en los Archivos de Gestión de los AAEE del Ministerio de Cultura (el Archivo Histórico Nacional, el Archivo de la Corona de Aragón, el Archivo General de Simancas, el Archivo General de Indias, el Archivo de la Real Chancillería de Valladolid, el Archivo General de la Administración y el Centro de Información Documental de Archivos).